# Église Saint-Michel de Providence
L'église Saint-Michel (St. Michael's Church) est une église catholique de Providence (Rhode Island) en Nouvelle-Angleterre (côte Est des États-Unis). Dédiée à l'archange saint Michel, elle dépend du diocèse de Providence. Cette église historique se trouve au 251 Oxford Street.

## Histoire et description
La première église de la paroisse Saint-Michel a été terminée en 1868 et a été construite par James Murphy, architecte irlando-américain. Une fois que l'église actuelle a été bâtie, la première église a servi de maison paroissiale avec salle de réunion. Mais elle a été détruite dans les années 1970 à cause d'un incendie déclenché par un pyromane.

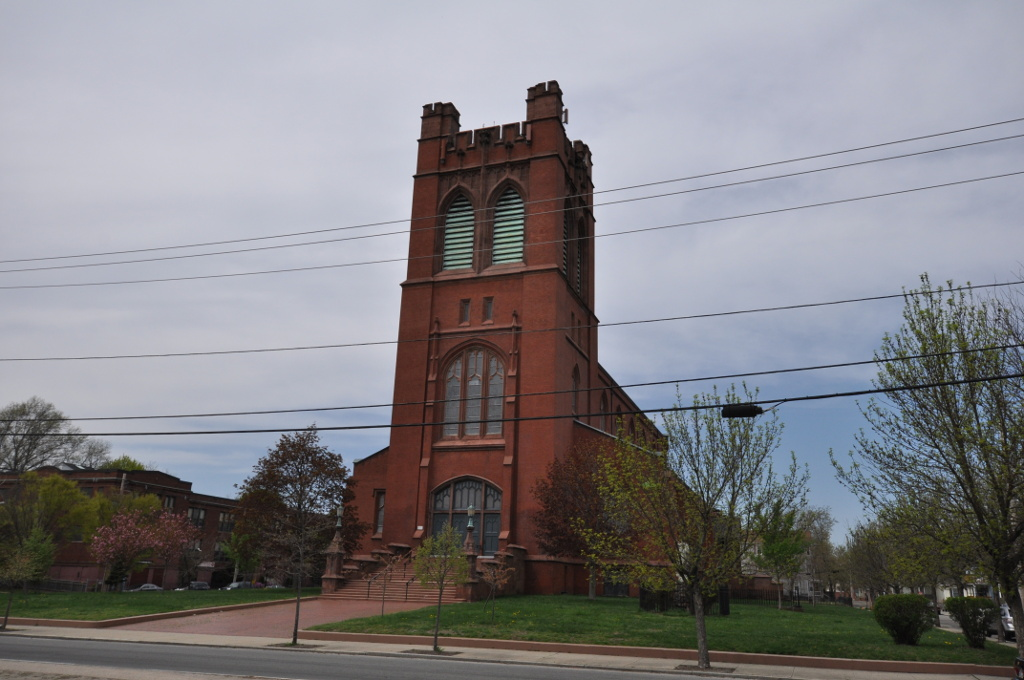
Vue du clocher.

L'église actuelle est une grande structure de brique rouge avec des garnitures de grès rouge édifiée sans transept dans le style néo-gothique irlandais et anglais. L'église du bas (rez-de-chaussée) a été conçue par Martin & Hall, l'église du haut (nef et clocher-porche crénelé) par Ambrose Murphy, neveu de James Murphy. L'ensemble de la structure a été construit pendant vingt-cinq ans et s'est achevé en 1915. Les vitraux sont issus de la maison John Hardman Studios de Birmingham, en Angleterre. Le retable finement sculpté avec des statues est remarquable. Il occupe une grande partie du mur du chœur entouré de fresques d'anges et flanqué de croix celtiques, le tout sous une immense verrière aux vitraux colorés dans le goût flamboyant.
Le presbytère de brique rouge, situé à l'est de l'église, a été bâti selon les plans d'Ambrose Murphy en 1924-1925. L'ancien couvent se trouve à l'ouest de l'église ; c'est un bâtiment de trois étages et demi construit aussi par Ambrose Murphy en 1929. L'école paroissiale est sise derrière le couvent donnant sur Gordon Avenue. C'est un bâtiment de deux étages en brique rouge. 
L'ensemble du complexe architectural (église, presbytère, école et couvent) est inscrit à la liste du Registre national des lieux historiques en 1977.

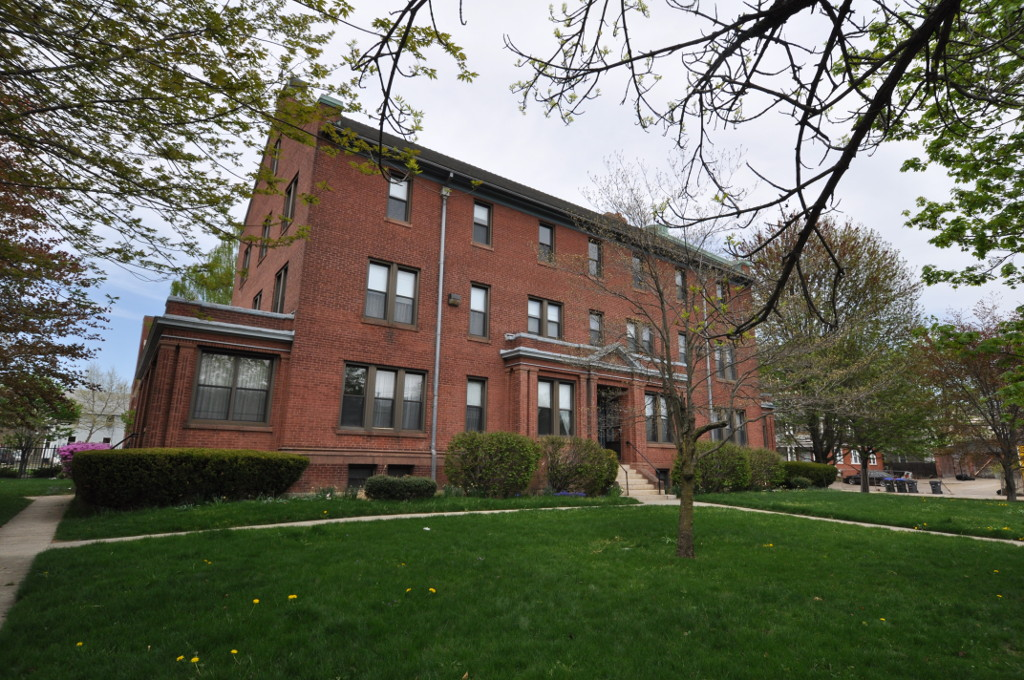
Façade du presbytère.